# Anabela Teixeira

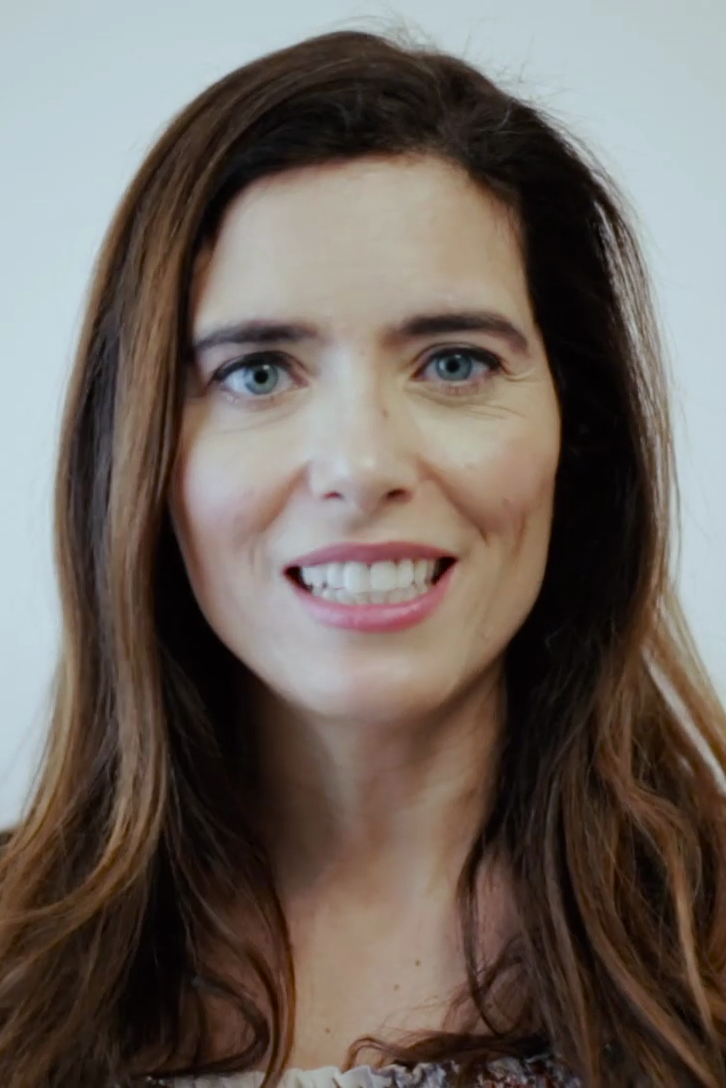
Anabela Teixeira (2018)

Anabela Cristina Alves Teixeira (* 18. Mai 1973 in Lissabon) ist eine portugiesische Schauspielerin, die gleichermaßen als Fernseh-, Kino- und Theaterschauspielerin aktiv ist. Gelegentlich führt sie auch Regie und schreibt dazu die Drehbücher selbst.

## Leben
Sie absolvierte ein Schauspielstudium am IFICT (Instituto de Formação Investigação e Criação Teatral, 1990–1991) und eins an der ESTC (Escola Superior de Teatro e Cinema, 1992–1995). Im April 1992 stand sie erstmals als professionelle Schauspielerin auf der Bühne, in einer Dostojewskis-Inszenierung von Aldona Skibe-Lickel am IFICT. Bis heute blieb sie der Theaterbühne treu und spielte in einer Vielzahl klassischer und moderner Stücke, häufig in anspruchsvollen Lissabonner Theaterhäusern wie das Teatro Aberto oder das Teatro da Comuna.
Nach einer ersten kleinen Fernsehrolle 1992 stand sie erstmals in der SIC-Fernsehserie A Viúva do Enforcado vor der Fernsehkamera, wo sie auffiel. Seither spielte sie in einer Vielzahl Serien und Telenovelas und auch das portugiesische Kino gab ihr seit 1993 eine Vielzahl Rollen.
Auch bei internationalen Film- und Fernsehproduktionen wirkt sie mit. Zu erwähnen hier ihre Zeit in Brasilien 1996, wo sie in den Telenovelas O Campeão und Xica da Silva mitspielte, und ihre Mitwirkung in französischen Fernsehserien in den 1990er Jahren. Zudem übernimmt sie immer wieder auch Nebenrollen in internationalen Produktionen, insbesondere in den 1990er Jahren in größeren europäischen Produktionen wie Das Geisterhaus (1993), Die Bartholomäusnacht (1994) oder Fado majeur et mineur (1994).
Sie war für eine Reihe portugiesischer Filmpreise nominiert, darunter beim Filmfestival Caminhos do Cinema Português 2018 und mehrfach bei den CinEuphoria Awards. 2013 wurde sie bei den Prémios Sophia als beste Nebendarstellerin für ihre Rolle in Vicente Alves do Ós erfolgreiche Filmbiografie der portugiesischen Lyrikerin Florbela Espanca.
Ihr so attraktives wie ausdrucksstarkes Äußeres weckte bei der Kritik Erwartungen, die sie jedoch nur im Ansatz erfüllte. Im Fernsehen waren dies vor allem ihre Darbietung 1993 in der Serie A Viúva do Enforcado und 2000 im SIC-Fernsehfilm O Segredo. Sie blieb dabei jedoch stets gleichermaßen im Fernsehen, im Kino und im Theater ihres Landes präsent.

## Filmografie
- 1992: Crónica do Tempo (Fernsehmehrteiler, 2 Folgen)
- 1993: A Viúva do Enforcado (Fernsehserie, 10 Folge)
- 1993: Chá Forte com Limão; R: António de Macedo
- 1993: Das Geisterhaus; R: Bille August
- 1993: A Visita de Natal (Fernsehfilm); R: Maurício Farias
- 1993: Conto de Natal (Fernsehfilm); R: Maurício Farias, Álvaro Fugulin
- 1994: Die Bartholomäusnacht; R: Patrice Chéreau
- 1994: Manual de Evasão; R: Edgar Pêra
- 1994: Fado majeur et mineur; R: Raúl Ruiz
- 1994: Laços de Sangue; R: Pál Erdöss
- 1994: A Luz Incerta; R: Margarida Gil
- 1994: Deux justiciers dans la ville (Fernsehserie, 1 Folge)
- 1994: A Viagem (Kurzfilm); R: Jorge Queiroga
- 1995: Sandra princesse rebelle (Fernsehmehrteiler, 2 Folgen)
- 1995: Die göttliche Komödie; R: João César Monteiro
- 1995: Tordesilhas - O Sonho do Rei (Fernsehfilm); R: Walter Avancini
- 1996: Alhos e Bugalhos (Fernsehserie)
- 1996: O Campeão (Telenovela)
- 1996: La leyenda de Balthasar el Castrado; R: Juan Miñón
- 1996: Casting de Virgens, Operários e Prostitutas (Kurzfilm); R: João Pinto
- 1996–1998: Xica da Silva (Telenovela, 230 Folgen)
- 1998: Peregrinação - Expo 98 (Fernsehfilm)
- 1998:Terra Mãe (Telenovela, 146 Folgen)
- 1998: História Sem Interesse (Kurzfilm); R: Wilson Siqueira
- 1999: A Vida Como Ela É (Fernsehserie)
- 1999: Não Sou a Bovary (Video); R: José Filipe Costa
- 2000: Capitão Roby (Fernsehserie, 8 Folgen)
- 2000: O Segredo; R: Leandro Ferreira
- 2000–2001: Ajuste de Contas (Telenovela, 150 Folgen)
- 2001: Estação da Minha Vida (Fernsehserie, 13 Folgen)
- 2001: Alves dos Reis (Fernsehserie, 44 Folgen)
- 2001: Segredo de Justiça (Fernsehserie, 1 Folge)
- 2001: A Vida Tem Destas Coisas (Fernsehfilm); R: Bento Pinto da França
- 2002: A Joia de África  (Fernsehserie)
- 2002: O Rapaz do Trapezio Voador; R: Fernando Matos Silva
- 2004: O Círculo Mágico (Kurzfilm); R: Pedro dos Santos
- 2004: Baía das Mulheres (Telenovela, 184 Folgen)
- 2005: Carolina, Fernando e Eu (Fernsehfilm); R: Mário Barroso
- 2005: Inspector Max (Fernsehserie, 1 Folge)
- 2005: Anita na Praia (Kurzfilm) Regie und Drehbuch
- 2006: Bocage (Fernsehmehrteiler)
- 2006–2007: 7 Vidas (Fernsehserie, 5 Folgen)
- 2006–2007: Doce Fugitiva (Telenovela, 197 Folgen)
- 2007: 1 Motivo (Kurzfilm); R: Nuno Tudela
- 2007: Reflexos (Kurzfilm); R: Ricardo Espírito Santo, Marco Ferreira
- 2007: A Máquina de Lavar Pratos (Fernsehserie)
- 2007: Ser Livre (Kurzfilm) auch Regie und Drehbuch
- 2008: O Dia do Regicídio (Fernsehmehrteiler)
- 2008: Podia Acabar o Mundo (Fernsehserie)
- 2008: Olhos nos Olhos (Telenovela, 1 Folge)
- 2008: Liberdade 21 (Fernsehserie, 1 Folge)
- 2008: Rebelde Way – Leb dein Leben (Telenovela, 4 Folgen)
- 2008: Do Outro Lado do Mundo; R: Leandro Ferreira
- 2008: A Quarta Face (Kurzfilm); R: Dinis Costa
- 2009: Vila Faia (Telenovela, 10 Folgen)
- 2009: Eu, Ofélia (Kurzfilm) auch Regie und Drehbuch
- 2009: Flor do Mar (Telenovela, 154 Folgen)
- 2009: Estranhos na Noite (Kurzfilm); R: Dinis Costa
- 2010: O Dez (Fernsehfilm, Segment)
- 2010–2012: Lua Vermelha (Telenovela, 338 Folgen)
- 2011: A Família Mata (Fernsehserie, 1 Folge)
- 2011: Mutter (Kurzfilm); R: Tony Costa, Rafael Martins
- 2011: Velhos Amigos (Fernsehserie, 1 Folge)
- 2011: Corpúsculo; R: Marcos Cosmos
- 2011–2012: Rosa Fogo (Telenovela, 226 Folgen)
- 2012: Florbela; R: Vicente Alves do Ó, auch Fernseh-Mehrteiler
- 2012: Lápis Azul (Kurzfilm); R: Rafael Antunes
- 2012: Maternidade (Fernsehserie, 1 Folge)
- 2012: O Grande Kilapy; R: Zezé Gamboa
- 2012: O Nylon da Minha Aldeia (Kurzfilm); R: Possidónio Cachapa
- 2012: Dingo (Kurzfilm); R: Pedro Caeiro
- 2013: Conta-me História (Fernsehserie, 1 Folge)
- 2013–2015: Os Nossos Dias (Telenovela, 253 Folgen)
- 2014: Mulheres de Abril (Fernsehmehrteiler)
- 2015–2016: Coração d'Ouro (Telenovela, 255 Folgen)
- 2016: Donos Disto Tudo (Fernsehserie, 1 Folge)
- 2016: Vidago Palace (Fernsehmehrteiler)
- 2016–2017: Rainha das Flores (Telenovela, 30 Folgen)
- 2018: 1986 (Fernsehserie, 13 Folgen)
- 2018: Leviano; R: Justin Amorim
- 2018–2020: Onde Está Elisa? (Fernsehserie, 13 Folgen)
- 2019: Die kleine Schweiz; R: Kepa Sojo
- 2019: Anamorphosis; R: Ilyas Kaduji
- 2019: Alguém Perdeu (Telenovela, 135 Folgen)
- 2020: Vai Ficar Tudo Bem! (Comedyserie, 1 Folge)